# (3784) Chopin
(3784) Chopin est un astéroïde de la ceinture principale.

## Description
(3784) Chopin est un astéroïde de la ceinture principale. Il a été ainsi baptisé en hommage à Frédéric Chopin (1810-1849), compositeur et pianiste polonais.